# Robert Wilhelm Bunsen
Robert Wilhelm Eberhard Bunsen (født 30. marts 1811 i Göttingen, død 16. august 1899 i Heidelberg) var en tysk kemiker, kendt for sine forbedringer af bunsenbrænderen skønt den oprindeligt blev tegnet af Michael Faraday.
En bunsenbrænder er et stykke laboratorieudstyr der benyttes til opvarmning, sterilisering og forbrænding.

## Uddannelse
Bunsen studerede naturvidenskab på Göttingen universitetet, i Paris, London og Wien.
I 1860 fik Bunsen Copleymedaljen.

## Citat
- "Ein Chemiker, der kein Physikeer ist, ist gar nichts." – Citeret i: Prof. Dr. Ostwald: Gedenkrede auf Robert Bunsen. Fra: Gesammelte Abhandlungen. hg. im Auftrage der Bunsen-Gesellschaft für angewandte physikalische Chemie. 1. Band. Leipzig: Wilhelm Engelmann. 1904. S. LIX.[2]